# How to Destroy Angels
How to Destroy Angels (též zkráceně HTDA) je hudební skupina, jejímiž členy jsou frontman Nine Inch Nails Trent Reznor, jeho manželka Mariqueen Maandig Reznor, Atticus Ross a Rob Sheridan (který také plní funkci uměleckého vedoucího). Skupina se pojmenovala podle stejnojmenného singlu kapely Coil, vydaného roku 1984.

## Vydané materiály
Prvním vydaným počinem skupiny bylo eponymní EP, které vyšlo 1. června 2010. Jako první skladba z tohoto alba byl vydán digitální singl „A Drowning“. Druhá skladba „The Space in Between“ se na veřejnost dostala 14. května 2010 v podobě videoklipu na hudebním serveru Pitchfork. Následovala píseň „The Believers“, která byla uveřejněna jednak v iPad aplikaci magazínu Wired spolu s rozborem skladby a ukázkami jejího vývoje a jednak zdarma ke stažení z oficiálního webu skupiny. „The Believers“ se také objevila na soundtracku k filmu Všemocný z roku 2011.
Celé EP je nyní ke stažení přímo na webu How to Destroy Angels. K dispozici jsou dvě verze: bezplatné stažení ve formátu 320kbit MP3 a bezztrátová, 24bitová verze za cenu 2$. Skupina také složila cover písně „Is Your Love Strong Enough?“ od Bryana Ferryho, kterou vydala 9. prosince 2011 jako součást soundtracku k filmu Muži, kteří nenávidí ženy Davida Finchera. 21. září 2012 Trent Reznor oznámil, že druhé EP skupiny se bude jmenovat An Omen EP a v listopadu 2012 jej vydá Columbia Records, přičemž některé skladby z EP se objeví i na prvním studiovém albu, které vyjde v roce 2013. 10. ledna 2013 kapela oznámila, že jejich první album, Welcome Oblivion, bude vydáno 5. března prostřednictvím vydavatelství Columbia Records. HTDA byli také potvrzeni jako účinkující pro oba víkendy hudebního festivalu Coachella 2013.
První skladba z Welcome Oblivion s názvem „How Long?“ byla uveřejněna 31. ledna 2013 a doprovázelo ji hudební video, za kterým stál umělecký kolektiv Shynola.

## Diskografie

### Alba
| Rok  | Název            |
| ---- | ---------------- |
| 2013 | Welcome Oblivion |

### EP
| Rok  | Název                 |
| ---- | --------------------- |
| 2010 | How to Destroy Angels |
| 2012 | An omen EP_           |

### Singly
| Rok  | Název              |
| ---- | ------------------ |
| 2010 | „A Drowning“       |
| 2012 | „Keep it together“ |
| 2013 | „How long?“        |

### Videoklipy
| Rok  | Název                  | Režisér        |
| ---- | ---------------------- | -------------- |
| 2010 | „The Space in Between“ | Rupert Sanders |
| 2012 | „Keep it together“     | Rob Sheridan   |
| 2012 | „Ice age“              | John Hillcoat  |
| 2013 | „The loop closes“      | Rob Sheridan   |
| 2013 | „How long?“            | Shynola        |